# Nevasta nr. 13
Nevasta nr. 13 (titlul original: în arabă الزوجة ١٣‎, transliterat: Al zouga talattashar) este un film de comedie egiptean, realizat în 1962 de regizorul Fatin Abdel Wahab, protagoniști fiind actorii Rushdy Abaza, Shadia, Abdel Moneim Ibrahim, Shwikar.
A fost prezentat la al 12-lea Festivalul Internațional de Film de la Berlin.

## Conținut
Murad este un playboy notoriu care, când a cunoscut-o pe Aida, fusese deja căsătorit de 12 ori. Când Aida rezistă încercărilor sale de a o seduce, Murad decide să-i propună casătoria, cu intenția de a divorța după aceea de ultima soție. Una dintre fostele logodnice ale lui Murad îi dezvăluie Aidei, trecutul lui. Drept urmare, ea își unește forțe cu fostele lui soții, pentru a urzi un complot pentru a-l forța să renunțe la modalitățile sale de a trata femeie. Va reuși Aida prin planul ei de a-l reeduca pe Murad? Sau va sfârși doar ca o nouă victimă a lui Murad?

## Distribuție
- Rushdy Abaza – Mourad Salem
- Shadia – Aida Saber Abdel Saboor
- Abdel Moneim Ibrahim – Ibrahim
- Shwikar – Karima
- Hassan Fayek – Saber Abdel Saboor
- Wedad Hamdy – Boumba